# Ismail Sabri Yaakob
Dato' Sri Ismail Sabri bin Yaakob (Pahang, 18 de janeiro de 1960) é um político malaio que serviu como primeiro-ministro da Malásia de 21 de agosto de 2021 a 24 de novembro de 2022, sendo sucedido por Anwar Ibrahim.
Membro do Parlamento (MP) pelo distrito de Bera, Pahang, desde 2004, ele é membro e vice-presidente da Organização Nacional Malaios Unidos (UMNO), um partido componente da coalizão Barisan Nasional (BN) que está em aliança com a Perikatan Nasional (PN). Ele serviu como o 13º vice-primeiro-ministro de julho de 2021 a agosto de 2021, servindo por apenas 40 dias, e vários cargos de gabinete em governos sucessivos de 2008 a 2021. Como resultado da crise política da Malásia em curso de 2020–21, ele foi formalmente nomeado e empossado como primeiro-ministro em 21 de agosto de 2021 após a renúncia de seu antecessor Muhyiddin Yassin. Ele é o primeiro primeiro-ministro da Malásia nascido após a independência da Malásia em 1957, o primeiro ex-líder da oposição na Malásia a se tornar primeiro-ministro e o primeiro primeiro-ministro que não é o que ocupa o mais alto posto político de um partido ou coligação.
Ele serviu em vários cargos de gabinete na administração do BN sob os ex-primeiros-ministros Abdullah Ahmad Badawi e Najib Razak de março de 2008 até a derrota nas eleições gerais de 2018, incluindo Ministro do Desenvolvimento Rural e Regional, Ministro da Agricultura e da Indústria Agro-Baseada, Ministro do Interior Comércio, Cooperativas e Consumismo e Ministro da Juventude e Esportes. Ele foi o 15º líder da oposição no governo de Pakatan Harapan (PH) de março de 2019 até seu colapso em fevereiro de 2020 em meio à crise política de 2020 na Malásia. No governo do PN, foi nomeado Ministro Sênior encarregado da Segurança de março de 2020 até sua promoção ao vice-primeiro-ministro em julho de 2021, período em que teve destaque na resposta do país à pandemia COVID-19. Ele liderou uma facção de seu partido (UMNO) que continuou apoiando o primeiro-ministro Muhyiddin Yassin em junho de 2021, quando o partido retirou seu apoio à forma como o governo estava lidando com a pandemia. Depois que isso culminou com o colapso do governo e a renúncia de Muhyiddin, ele entrou com sucesso nas negociações para se tornar o primeiro-ministro em agosto de 2021, após obter o apoio da maioria dos parlamentares.
Ismail Sabri atraiu polêmica por seus comentários em apoio à preeminência étnica malaia na Malásia.